# Gaules
Alexandre Borba Chiqueta (São Paulo, 2 de dezembro de 1983), mais conhecido como Gaules, é um streamer, youtuber, filantropo e ex-jogador profissional de Counter-Strike brasileiro. Ele começou sua carreira profissional na g3nerationX (g3x) em 2001, quando a equipe foi para a final da World Cyber Games. Em 2007, o time migrou para o MIBR, inicialmente com Gaules como líder, e mais tarde como treinador da equipe. Naquele ano, ganharam a DreamHack Winter 2007, uma conquista que "ajudava a moldar o papel do treinador nos esports do Brasil".
Em 2008, durante sua faculdade de marketing, ele deixou sua carreira de esports para trabalhar na Samsung, ficando responsável pela área de informática e conseguindo parcerias. Por volta de 2010, no entanto, decidiu sair da empresa e voltou para os esports, criando diversos projetos como a Seleção Brasileira de Games e a Brazil Gaming League. No entanto, Gaules começou a se afastar das empresas, e "se viu sem nada"; foi diagnosticado com depressão, e tentou suicídio em dezembro de 2017. A partir daí, começou a "transformar a situação"; pediu ajuda para velhos amigos da g3x e começou a fazer transmissões na Twitch para coisas como pagar o aluguel e remédios.
A partir de 2018, Gaules passou a ser reconhecido como streamer. A ESPN disse que ele era "o maior fenômeno da Twitch brasileira" do ano. Em 2020, ele venceu no Prêmio eSports Brasil como o melhor streamer do ano e como a personalidade do ano, e foi o segundo streamer mais assistido do mundo na Twitch. O TechTudo e o Globo Esporte reconheceram-no como um destaque nos esports em 2020. Ele também teve atenção por seus atos filantrópicos, que inclui participação em projetos contra a COVID-19 e para preservação do meio ambiente.

## Carreira

### 2000–2006: Monkey Tatuapé e criação da g3nerationX
Aos 17 anos, no início dos anos 2000, Gaules frequentava a lan house Monkey Tatuapé. Segundo ele, seu sonho era participar do time de Counter-Strike de lá; ele pedia diariamente para fazer parte deste, mas sua proposta era sempre rejeitada. Gaules queria participar do time, pois: "Primeiro porque eu não tinha condições de pagar [pelas horas] e o patrocínio dos jogadores era jogar de graça enquanto não havia nenhum cliente. E também porque queria estar no melhor time da lan house que eu frequentava". Ele acreditava que estava apto para participar do time, pois, conforme ele, "Eu estudava o jogo. Eu assistia o melhor da lan jogando, porque eu não tinha dinheiro para pagar a hora. Eu ia para o campeonato porque eu queria estar naquele ambiente todos os dias para conseguir a minha chance".
Cansados com a insistência de Gaules em pedir diariamente para participar do time, a Monkey Tatuapé decidiu colocá-lo como líder de um "time júnior" da lan house. Apesar de isto deixar Gaules desanimado, ele percebeu que havia duas formas de "encarar" a situação: "ou como uma coisa ruim ou como uma oportunidade de entrar no time principal. Montei o time com outros jogadores muito novos e começamos a treinar contra eles". Em 2001, ele teve a oportunidade de viajar com o time principal para o Rio de Janeiro e disputar a primeira seletiva da Cyberathlete Professional League no Brasil. Um dos jogadores do time estava jogando mal, e Gaules, que foi chamado para substituí-lo, relembra: "Nem troquei equipamentos nem nada, só sentei no computador e viramos aquela partida. Aí eu não saí mais do time".
No entanto, Gaules ficou por pouco tempo no time principal. A franquia de lan houses decidiu montar uma seleção, escolhendo os principais jogadores para formar apenas uma escalação, e Gaules ficou de fora. Assim, ele decidiu criar sua própria equipe, a g3nerationX (abreviada como g3x), criada em 27 de julho de 2001, com Igor "vip" Melro, Rodrigo "crash" Rodrigues, Mee e Feijaum, que também frequentavam a lan house. O primeiro campeonato da equipe foi na inauguração de outra lan house da Monkey, a Monkey Santa Cruz, onde seria mostrado também a seleção do local. A g3x foi à lan house e venceu esta seleção, e Gaules relembrou: "Todo mundo ficou questionando de onde a gente tinha surgido. Todos os holofotes estavam na seleção e conseguimos muita visibilidade [ganhando deles]".
Depois da vitória, Gaules, vip e crash continuaram na g3x, mas Mee e Feijaum saíram, dando lugar a Rafael "BlooD" Frid, Raphael "cogu" Camargo e Carlos Henrique "Kiko" Segal. Com esta escalação, a g3x alçou seu primeiro voo internacional e venceu a etapa brasileira da World Cyber Games (WCG). Eles conseguiram a vaga para a final mundial do torneio, em Seul, na Coreia do Sul. Com Guilherme "Carva" Carvalhaes no lugar de Kiko, a g3x conseguiu a 7-8ª colocação no campeonato. Depois disso, a g3x teve um período "hegemônico", segundo a ESPN. Gaules relata que o time ficou do final de 2001 até 2003 "sem perder partida". Nesse período, houve uma "ruptura", e Kiko e cogu foram para outras equipes. Entre 2004 e 2006, a g3x ganhou campeonatos como a LatinCup (2004), a World Cyber Games Brasil (2005) e a CPL World Season 2006: Brazil. Em 2006, acabou a parceria com a Intel do time, deixando as coisas "complicadas", segundo a ESPN.

### 2007: migração para a MIBR e DreamHack Winter
Em 2007, com a iminência da liga de esports Championship Gaming Series (CGS), Gaules conversou com Paulo "pvell" Velloso sobre a possibilidade de uma parceria com a equipe MIBR que, até então, era uma arquirrival.

"Ele convidou o nosso time para virar MIBR [já que o MIBR principal participaria da CGS e não disputaria mais torneios de 1.6]. Foi um convite legítimo, me dando respaldo para cuidar, administrar e decidir quem entra e sai. Me reuni com os jogadores da g3x, expliquei a situação e fizemos uma votação".

Na ocasião, o time era formado por Gaules, Thiago "btt" Monteiro, Norberto "Lance" Lage, Lincoln "fnx" Lau e Wellington "ton" Caruso. Gaules conta que maioria decidiu ir para o MIBR devido à estrutura. Ele começou a jogar e gerenciar o time. Mais tarde, pvell procurou Gaules para relembrar que Bruno "bit" Lima, o único remanescente da equipe que foi à CGS, merecia uma vaga entre os titulares da MIBR. No entanto, só havia cinco vagas para seis jogadores, então Gaules escolheu ceder seu lugar. Ele contou: "Sugeri que eu virasse o treinador e o pvell gostou muito da ideia [...] Meu sonho era jogar, mas eu era o líder e não podia abandonar ninguém. Foi nessa movimentação que a gente criou um dos times mais fortes, se não o mais forte, que já tivemos". Em novembro de 2007, Lance e Olavo "chucky" Napoleão trocaram de lugar, e Gaules voltou a atuar ao lado dos ex-companheiros da g3x.
A equipe da MIBR foi disputar a DreamHack Winter 2007. Apesar de ter vaga garantida no torneio, Gaules optou por jogar a seletiva BYOC (bring your own computer, em tradução livre, "traga seu próprio computador").

"Se a gente não tivesse capacidade de ganhar a BYOC, não estaríamos prontos para sermos campeões do mundo. Chegamos na final da BYOC contra o Spirit of Amiga (SoA), que era um grande time, e saímos atrás. "Ali eu fiquei me perguntando o porque tinha decidido jogar a BYOC. Estávamos jogando com computadores e monitores alugados e colocando cinco pessoas num espaço que cabia quatro. O ton teve que usar o teclado no colo em alguns mapas."

Apesar dessas complicações, a MIBR venceu a SoA "de virada", e foi disputar a competição principal. A equipe foi campeã invicta e, de acordo com Gaules, a conquista "ajudava a moldar o papel do treinador nos esports do Brasil [...] Eu me sentia como parte do time, só não estava com um mouse e um teclado na mão. Todos falavam que a gente venceu com seis jogadores".

### 2008–2016: Samsung, volta aosesportse Seleção Brasileira de Games
Em meados de 2008, Gaules estava concluindo a faculdade de Marketing e conseguiu um estágio na Samsung. Assim, ele decidiu deixar sua carreira nos esports para trabalhar em um emprego formal, "ganhando muito menos e trabalhando muito mais". Gaules cuidava da área voltada a informática e conseguiu boas parcerias para torneios, equipes e jogadores, como um patrocínio da Samsung para a MIBR. Na expectativa de ser contratado em definitivo antes de 2010, Gaules era avisado: "Você só vai ser admitido depois de se formar", mas ele conta que "Depois de uns 6 ou 7 meses de estágio, eu falei que ou eles me contratavam ou eu sairia. Acabou que fui o primeiro funcionário a ser contratado sem o diploma".
Gaules conta que a Samsung dava prêmios "a cada seis meses ou um ano para as pessoas que faziam a diferença na empresa" e Gaules foi um deles. Ele foi convidado pela empresa a ir à WCG 2010 acompanhar a delegação brasileira, que contava com Gabriel "FalleN" Toledo e outros pela compLexity Gaming. Lá, Gaules viu que o Brasil "ainda estava muito distante dos outros países", então decidiu deixar a empresa e retornar aos esports.
Gaules abriu uma produtora com o objetivo de criar vídeos para times e marcas do mercado brasileiro. Ele comandou o projeto da Mandic e iniciou a Seleção Brasileira de Games (SBG) em 2011; isso conseguiu "profissionalizar mais os times", segundo ele.

"Mostramos que com assessoria, jornalista, fotógrafo, marketing, comercial, atendimento e outras funções dentro de um time, você conseguiria fazer algo com mais retorno para as marcas que estavam investindo. E isso foi replicado".

Outros projetos de Gaules também começaram a surgir, como a Brazil Gaming League, a Agência X5 e a Mega Arena X5.

"Eu participei ativamente de todas essas frentes. Como jogador, treinador, gerente, dono de time, organizador de evento, transmissão. Eu consegui uma bagagem que me fez entender de todos os cenários possíveis, pois eu participei da criação, onde é mais difícil."

### 2017–2018: depressão, tentativa de suicídio e recuperação
Em 2017, Gaules começou a se afastar das empresas, pois não queria mais "ser dependente das outras pessoas". Ele escolheu fazer de um projeto em uma agência para assessorar times, eventos e jogadores, mas conta que não se encontrou dentro da agência, o que fez a situação piorar. Gaules foi diagnosticado com depressão severa, e ele "se viu sem nada": "Foi quando eu quebrei. Acabei fazendo escolhas erradas em questão de investimento. Eu estava literalmente quebrado [...] investi em coisas que não deram certo". Em dezembro de 2017, ele fez uma tentativa de suicídio.

"Eu parei e pensei que nem aquilo [o suicídio] eu consegui fazer, então significava que tinha alguma coisa muito grande por vir".
"Foi aí que eu resolvi transformar essa situação. Eu não tinha mais sócio, namorada, emprego, dinheiro no banco e nem lugar para morar. Foi aí que descobri que eu tinha construído uma história que não tinha preço."

Gaules alugou um apartamento sem ter garantias e, com seu computador e sua webcam, recorreu a seus amigos na antiga época dos esports para pedir ajuda. Ele disse que apenas os jogadores Mee, Apoka, vip e Crash lhe ajudaram. Gaules "precisava de ajuda para comer, viver e ter uma tranquilidade de 2 ou 3 meses para [se] reerguer".
Em 2018, com o apoio da velha equipe da g3x, Gaules começou a fazer transmissões na Twitch, decidindo "streamar como quem vai morrer no dia seguinte". Gaules "se reinventou e renasceu ao lado dos novos e velhos fãs", que são chamados de "tribo" por ele. Ele já fazia vídeos para o YouTube, mas decidiu fazer transmissões pois "era a única coisa que eu via na minha mente que eu conseguiria fazer." Ele disse que seguir este caminho foi "natural".

"Eu vi que [a Twitch] era um ambiente que a maioria queria status, fama e dinheiro. E eu estava ali só porque eu não queria mais passar fome, não queria depender de ninguém e queria fazer as pessoas se sentirem melhores. Para mim, era uma grande terapia".

Gaules começou a transmitir para poucas pessoas, "sem parceria, sem conta verificada e sem nada". Ele conta que, mesmo com a ajuda de seus fãs, aquilo não era suficiente. Gaules pediu "ajuda para ir ao psiquiatra, pagar o aluguel, comprar remédios, pagar a internet [...]" e conta que sempre foi sincero sobre o que estava fazendo com o dinheiro recebido. Ele dobrou a quantidade de dinheiro no mês seguinte, mas isso ainda não era suficiente. Gaules questionou se "desistia ali" ou se "via aquilo pelo lado positivo", e decidiu continuar.
Com o crescimento lento de seu canal, Gaules foi criticado por alguns. Ele conta que uma pessoa disse que Gaules estava "passando vergonha" e "mendingando  [sic] na Internet", mas Gaules disse que "essas pessoas que estavam rindo de mim iriam rir comigo".

"Todo esse lance da tribo e das coisas que aconteceram criaram essa comunidade, que para mim é minha família. Há dois anos eu me afastei da minha família por várias questões e hoje vejo como é fácil ter empatia pela sua mãe e pelo seu pai. Difícil é ter empatia com pessoas que você não conhece e eu decidi ter empatia com essas. Eles acabaram virando minha família e hoje eu tenho a maior família do mundo."

Até 25 de outubro de 2018, data da publicação de uma entrevista com Gaules no ESPN, ele ainda tratava a depressão, mas relatava também que não tinha mais sintomas. Ele disse que a cura foi "a tribo".

"Os assuntos que a gente trata dentro da tribo são pesados. Falamos de abuso, depressão, preconceito e crises. O que eu mais escuto é pessoas falando que a tribo salvou elas da depressão, que eles conseguiram um emprego, a mulher ou o homem que desejavam. Eles conseguiram felicidade".
"A tribo salvou não só a minha vida, mas salva vidas diariamente".

### 2019–presente: campeonatos e parcerias
No dia 15 de outubro de 2019, ele anunciou que transmitiria o campeonato de Counter-Strike: Global Offensive (CS:GO) StarSeries S8. Em 30 de março de 2020, anunciou uma parceria com a Omelete Company. Em 4 de maio, participou do Twitch Rivals, um torneio para celebrar a chegada do beta de Valorant no Brasil. Em junho, Gaules iniciou um projeto de divulgação de streamers negros do Wakanda Streamers. No dia 17 de julho, participou do vídeo Enquadro do Peçanha - CSGO, do Porta dos Fundos, junto com FalleN, arT e boltz. No mês seguinte, a ESL e a DreamHack anunciaram uma parceria com a Rede Globo e Gaules. Ambos terão direitos de transmissão dos torneios do ESL Pro Tour até 2023. A Globo também anunciou uma parceria com Gaules e a Omelete Co. Foi lançado então um campeonato valendo uma vaga para o ESL One: Rio 2020, o "Tribo to Major". O torneio teve qualificatória aberto para 512 times, que poderiam se inscrever no dia 1 de setembro, e os jogos foram disputados entre os dias 11 e 13. No dia 12 do mesmo mês, Gaules anunciou um novo cartão de crédito da "Tribo", em parceria com o Banco do Brasil.
No dia 24 de fevereiro de 2021, Gaules testou positivo para COVID-19, dando uma pausa em suas transmissões, voltando no dia 4 de março, já recuperado. Em 31 de maio, foi anunciado que Gaules seria o primeiro do mundo a realizar transmissões oficiais da National Basketball Association (NBA) na Twitch, começando em 2 de junho. Um desses jogos acabou sendo transmitido para fora da região brasileira, motivo provável que acarretou em um banimento temporário a sua conta no dia 5 de novembro. Dez horas depois, foi desbanido. Em 12 de novembro, foi anunciado que Gaules seria o primeiro streamer brasileiro a transmitir uma corrida de Fórmula 1. Em 5 de dezembro de 2021, Gaules anunciou o lançamento do podcast "Fenômenos" em parceria com Ronaldo, um programa de dez episódios que irá receber convidados como Neymar e Tiago Leifert. Os episódios da primeira temporada foram gravados de forma presencial e remota, e vão ao ar a partir de 2022.
No dia 21 de janeiro de 2022, Gaules fechou a parceria com o Campeonato Carioca para a transmissão de 16 jogos do estadual em seus canais da Twitch. A primeira partida na plataforma foi no dia 26 de janeiro, com o confronto entre Flamengo e Portuguesa e chegou a bater a marca de 36 mil espectadores. Durante a final entre Flamengo e Fluminense, que sagrou o Fluminense campeão carioca de 2022, Gaules teve um pico de 24 mil espectadores. Em 08 de fevereiro de 2022, Gaules anunciou a parceria com a Vicar para exibir a temporada 2022 completa da Stock Car Pro Series, além da categoria de acesso Stock Series e a maior novidade do automobilismo brasileiro neste ano, o Fórmula 4 Brasil Credenciado pela FIA. A equipe de transmissão, contudo, não contará com Gaules. Os streamers Liminha, Velho Vamp, Apoka e Mch estarão presencialmente em algumas das etapas do ano e comandarão as lives. A primeira transmissão acontece no domingo (13/02), com a famosa Corrida de Duplas da Stock Car Pro Series, em Interlagos.
No dia 16 de março de 2022, Gaules fechou patrocínio e se juntou ao time de atletas e players da Red Bull, ampliando uma relação com a marca que começou em 2014, quando juntos criaram um torneio de LoL que viria a se transformar no Red Bull Solo Q. Gaules se junta a um time de 26 atletas e 2 players do Brasil, com nomes como Pedro Scooby, Letícia Bufoni, Ítalo Ferreira, Lucas Fink, Sandro Dias, Lucas Chumbo, Cacá Bueno e a FURIA. Em 30 de março de 2022, Gaules é anunciado como head de gaming do KaBuM!, tendo como objetivo principal se aproximar da comunidade gamer. Em 11 de abril de 2022, Gaules se tornou embaixador da marca Eno, em uma parceria na campanha “Nenhuma Azia Vai Parar a Tribo”, projeto que tem como objetivo promover os cuidados com a saúde e contra-atacar a azia social causada pelo preconceito e discriminação dentro da comunidade gamer.

## Reconhecimento
A ESPN disse que ele era "o maior fenômeno da Twitch brasileira em 2018". O Globo Esporte disse em novembro de 2020 que ele era "um dos principais nomes das transmissões de streaming do Brasil, sobretudo de Counter-Strike: Global Offensive (CS:GO)." De forma similar, o TechTudo disse, em 2018, que Gaules era "o maior nome do CS:GO na Twitch [...] é um streamer indispensável quando se fala em CS:GO". Em outra publicação do mesmo site, foi dito que, em 2020, Gaules foi um destaque brasileiro para os esports com seu sucesso na Twitch, notando que ele transmitiu torneios de CS:GO e de jogos variados, como Among Us e FIFA 21. O Globo Esporte colocou Gaules em sua lista dos "dez streamers brasileiros que se destacaram em 2020", dizendo que ele "foi o fenômeno do ano e isso é incontestável." O TechTudo disse que Gaules foi um dos streamers que repercutiram a prática de rerun na Twitch.
Em 2 de julho de 2020, o piloto brasileiro Enzo Fittipaldi, neto do bicampeão mundial de Fórmula 1 Emerson Fittipaldi, estampou a marca do streamer em seu carro da Fórmula 3 da HWA Racelab.
Uma das posições do mapa "Train", de CS:GO, é popularmente chamada de "Gaules" em homenagem ao streamer. Foi o rosto do emote PogChamp na Twitch por um dia em 25 de janeiro de 2021.
Em 9 de dezembro de 2021, Gaules anunciou a renovação de contrato com a Twitch. Para celebrar a extensão do acordo, uma propaganda foi veiculada num dos telões da Times Square, em Nova York, nos Estados Unidos.

### Popularidade
No dia 1 de março de 2019, Gaules atingiu pela primeira vez 100 mil pessoas em transmissão. Foi o 88.º streamer que mais faturou no ano, com 91 mil dólares. Nesse mesmo ano, também foi o único brasileiro no top 10 dos streamers mais assistidos da Twitch, estando na sétima posição. Em 2020, Gaules quebrou vários recordes de espectadores simultâneos no Brasil. Em 30 de março, Gaules quebrou o recorde com 156 mil espectadores em uma transmissão da 11.ª temporada da ESL Pro League. O recorde foi superado pela MIBR TV com 166 mil em 20 de abril, numa transmissão do mesmo torneio, mas Gaules superou novamente com 182 mil, em 3 de maio, transmitindo o ESL One Road to Rio. Em 1 de junho, transmitindo a BLAST Premier League, conseguiu a primeira transmissão brasileira a atingir mais de 200 mil espectadores simultâneos, com 206 mil. O recorde foi quebrado pela Riot Games cinco dias depois, numa transmissão do Campeonato Brasileiro de League of Legends (CBLOL), que foi quebrado quatro horas depois por Gaules, numa transmissão da BLAST Premier Spring Showdown com 266 mil espectadores simultâneos. No dia 21, Gaules quebrou seu próprio recorde ao fazer uma transmissão da BLAST Premier Spring Finals com 393 mil espectadores, recorde que se manteve até 11 de fevereiro de 2021, quando Gabriel "bak", da Loud, fez 511 mil espectadores numa transmissão de Garena Free Fire.
Em junho de 2020, atingiu 1 milhão de seguidores na Twitch, e alcançou 2 milhões na plataforma em 28 de outubro. Em maio, junho e novembro de 2020, foi o streamer mais assistido do mundo na plataforma. Com 7 bilhões de minutos assistidos, foi o segundo streamer mais assistido de 2020, atrás apenas do canadense Félix "xQc".
No dia 31 de julho de 2021, Gaules atingiu 50 mil inscritos na Twitch, tornando-se o canal com mais inscritos da plataforma no Brasil e, mundialmente, o quinto. Em outubro de 2021, foi novamente o streamer mais assistido do mundo na plataforma, com 18.1 milhões de horas assistidas.  Gaules foi o segundo streamer mais assistido do mundo naquele ano, novamente atrás apenas de xQc.

## Filantropia
A Clutch, o campeonato brasileiro de CS:GO, anunciou em março de 2020 a Hold this Position Cup, uma copa beneficente especial cujas doações foram usadas para ajudar a combater a COVID-19. A copa contou com a participação de Gaules. O valor arrecadado, 60 mil, foi doado à Central Única das Favelas (CUFA). Adicionalmente, Gaules doou 156 mil reais por conta própria, uma homenagem a um recorde do streamer na semana anterior à doação, quando mais de 156 mil espectadores simultâneos acompanharam sua transmissão. No mês seguinte, ele participou de um projeto do Greenpeace, chamando a atenção para o Dia Internacional da Biodiversidade e ao desmatamento na Amazônia. No dia 22 de setembro, ele doou mil reais ao Instituto Socioambiental da Bacia do Alto Paraguai SOS Pantanal, uma organização não governamental sem fins lucrativos sediada em Campo Grande com o objetivo de promover impactos positivos para a conservação e desenvolvimento sustentável do bioma. Ao postar tal fato em seu Twitter, Gaules notou que algumas pessoas se incomodaram com a "ostentação", o que incentivou ele a aumentar o valor da doação, totalizando 31 mil reais. Na manhã do dia 15 de janeiro de 2021, arrecadou, em duas horas, através de suas transmissões, 16 mil reais para o projeto Mais Amor Manaus, que tem como objetivo ajudar a situação dos hospitais sobrecarregados na cidade devido à alta de casos de COVID-19. Ele dobrou a doação, totalizando 32 mil. No dia 11 de dezembro de 2021, doou 25 mil reais, em nome da Tribo, para ajudar as cidades da Bahia que foram afetadas pelo transbordamento de dois rios, após temporais que ocorreram no sul do estado. No dia 24, doou 115 mil reais para uma idosa acamada.

## Prêmios e indicações
| Ano  | Organização                   | Categoria                  | Resultado | Ref.          |
| ---- | ----------------------------- | -------------------------- | --------- | ------------- |
| 2019 | Prêmio eSports Brasil         | Personalidade do Ano       | Indicado  | [ 66 ]        |
| 2019 | Prêmio eSports Brasil         | Melhor Streamer do Ano     | Indicado  | [ 66 ]        |
| 2020 | Esports Awards                | Streamer do Ano            | Indicado  | [ 67 ] [ 68 ] |
| 2020 | MTV Millennial Awards Brasil  | Streamer BR                | Indicado  | [ 69 ]        |
| 2020 | Prêmio eSports Brasil         | Personalidade do Ano       | Venceu    | [ 70 ] [ 71 ] |
| 2020 | Prêmio eSports Brasil         | Melhor Streamer do Ano     | Venceu    | [ 70 ] [ 72 ] |
| 2020 | Twitch Participation Ceremony | Maior Participação Social  | Venceu    | [ 73 ]        |
| 2021 | Prêmio Cubo de Ouro           | Personalidade Geek do Ano  | Venceu    | [ 74 ]        |
| 2021 | Prêmio Cubo de Ouro           | Streamer Geek do Ano       | Indicado  | [ 74 ]        |
| 2021 | Prêmio eSports Brasil         | Personalidade do Ano       | Indicado  | [ 75 ] [ 76 ] |
| 2021 | Prêmio eSports Brasil         | Melhor Streamer do Ano     | Venceu    | [ 75 ] [ 76 ] |
| 2021 | The Game Awards               | Criador de Conteúdo do Ano | Indicado  | [ 77 ]        |